# Coniopteryx deserta
Coniopteryx deserta är en insektsart som beskrevs av Meinander 1979. Coniopteryx deserta ingår i släktet Coniopteryx och familjen vaxsländor. Inga underarter finns listade i Catalogue of Life.